# Reumannswind
Reumannswind ist ein Gemeindeteil des Marktes Wachenroth im Landkreis Erlangen-Höchstadt (Mittelfranken, Bayern). Reumannswind liegt in der Gemarkung Wachenroth.

## Geografie
Durch das Dorf fließt der Eckersbach, ein linker Zufluss der Reichen Ebrach. Im Norden grenzt eine bewaldete Anhöhe an. 1,5 km nördlich erhebt sich der Vestenberg (349 m ü. NHN), 1 km östlich der Weiße Berg (350 m ü. NHN). Im Süden fallen die Acker- und Grünflächen ins Ebrachtal ab. Eine Gemeindeverbindungsstraße verläuft nach Wachenroth zur Staatsstraße 2260 (1,7 km südöstlich) bzw. nach Possenfelden zur Kreisstraße BA 50 (1,8 km südwestlich). Eine weitere Gemeindeverbindungsstraße führt zur BA 50 bei Eckersbach (2,3 km nordwestlich).

## Geschichte
Der Ort war eine planmäßige Ansiedlung von Wenden im Zusammenhang mit der würzburgischen Kolonisation. Die lehnsherrlichen Ansprüche des Hochstifts Würzburg bestanden zum Teil auch noch nach der Gründung des Bistums Bamberg. So geht aus dem würzburgischen Urbar von 1317 hervor, dass das Hochstift Würzburg den Zehnt in „Rûwensvin“ dem Bamberger Bürger Gunloho zu Lehen übertrug. Weitere Lehenstücke standen dem Benediktinerinnenkloster Kitzingen zu. 1444 kaufte diese der Wachenrother Dorfmeister und Gotteshauspfleger und verwendete sie für die Stiftung einer Frühmesse in Wachenroth.
Gegen Ende des 18. Jahrhunderts gab es in Reumannswind 8 Anwesen und ein Gemeindehirtenhaus. Das Hochgericht übte das bambergische Centamt Wachenroth aus. Die Dorf- und Gemeindeherrschaft hatte das bambergische Kastenamt Wachenroth. Grundherren waren das Kastenamt Wachenroth (5 Höfe, 1 Halbhof) und das Rittergut Reichmannsdorf (2 Sölden). 1802 gab es im Ort 9 Anwesen: 6 unterstanden dem Hochstift Bamberg und 3 den Freiherren von Schrottenberg zu Reichmannsdorf (Ritterkanton Steigerwald).
Im Rahmen des Gemeindeedikts wurde Reumannswind dem 1808 gebildeten Steuerdistrikt Elsendorf und der im selben Jahr gebildeten Ruralgemeinde Elsendorf zugewiesen. 3 Anwesen unterstanden in der freiwilligen Gerichtsbarkeit dem Patrimonialgericht Reichmannsdorf (bis 1848).
Am 1. Mai 1978 wurde Reumannswind im Zuge der Gebietsreform in die Stadt Schlüsselfeld eingegliedert. Am 1. Januar 1982 wurde der Ort nach Wachenroth umgemeindet.

### Baudenkmäler
- Feldaltar
- Katholische Kapelle
- Kellereingänge
- Steinkreuz

### Einwohnerentwicklung
| Jahr      | 001819 | 001861 | 001871 | 001885 | 001900 | 001925 | 001950 | 001961 | 001970 | 001987 | 002020 |
| Einwohner | 60     | 72     | 66     | 70     | 74     | 59     | 82     | 58     | 66     | 51     | 52     |
| Häuser    |        |        |        | 11     | 11     | 10     | 11     | 11     |        | 15     |        |
| Quelle    | [ 11 ] | [ 12 ] | [ 13 ] | [ 14 ] | [ 15 ] | [ 16 ] | [ 17 ] | [ 18 ] | [ 19 ] | [ 20 ] | [ 1 ]  |

## Religion
Der Ort ist römisch-katholisch geprägt und nach St. Gertrud (Wachenroth) gepfarrt. Die Einwohner evangelisch-lutherischer Konfession sind in die Schlosskirche (Weingartsgreuth) gepfarrt.